# 이나가키 히로시
이나가키 히로시(稲垣 浩, 1905년 12월 30일 ~ 1980년 5월 21일)는 일본의 영화 감독이자 각본가, 배우이다. 아카데미 외국어 영화상을 수상한 《미야모토 무사시》 (1954년), 황금사자상을 수상한 《무호마츠의 일생》 (1958년) 등의 작품으로 알려져있다.

## 경력
도쿄에서 신파극 배우인 아버지의 아들로 태어났다. 7세 때부터 무대에 서기 시작하였고, 1922년 닛카쓰 촬영소에 배우로 입사하였다.

## 작품
- 《무호마츠의 일생》 (1943년)
- 《미야모토 무사시》 (1954년)
- 《무호마츠의 일생》 (1958년)
- 《일본탄생》 (1959년)
- 《훈도시 의사》 (1960년)
- 《추신구라》 (1962년)